# 樟木頭駅

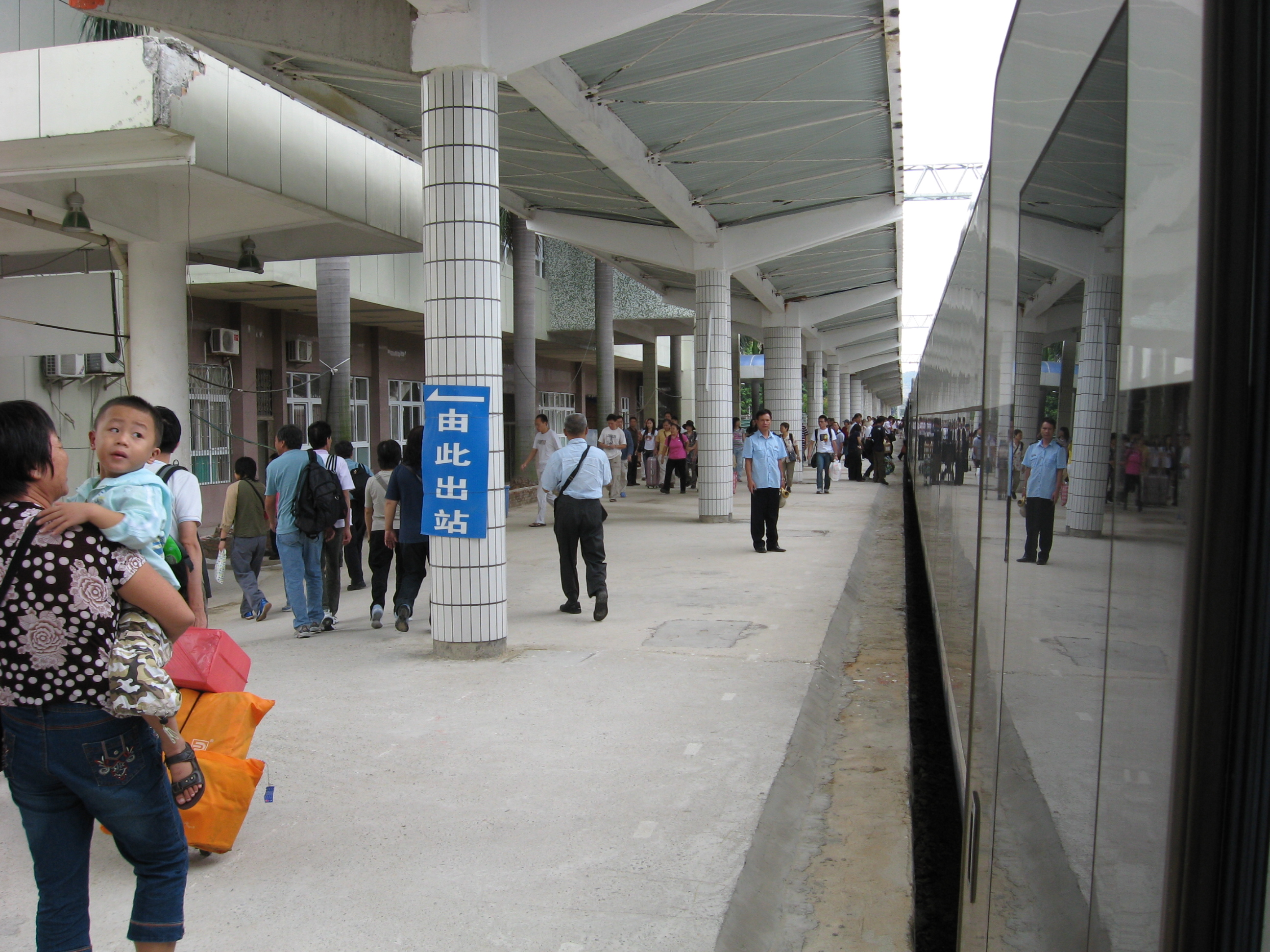
プラットフォーム

樟木頭駅（しょうぼくとうえき）は中華人民共和国広東省東莞市に位置する中国国鉄の駅。

## 利用可能な鉄道路線
- 広深線
- 京九線

広深線では深圳駅から24分、広州駅から56分。